# Christian Mager
Christian Mager (Darmstadt, 8 april 1992) is een Duits voormalig wielrenner die onder meer reed voor Stölting Service Group. 

## Carrière
Zijn beste resultaten zijn een twaalfde plaats in de Rund um den Finanzplatz Eschborn-Frankfurt 2014 en een achttiende plaats in het eindklassement in de Ronde van Luxemburg 2014. Tevens nam hij in 2015 deel aan de Amstel Gold Race en Luik-Bastenaken-Luik, die hij beide niet uitreed.

## Reultaten in voornaamste wedstrijden
| Jaar | Amstel Gold Race | Luik-Bast.‑Luik | Waalse Pijl |
| ---- | ---------------- | --------------- | ----------- |
| 2015 | opgave           | opgave          |             |
| 2016 |                  |                 | 162e        |

## Ploegen
- 2011 –  Team Heizomat
- 2012 –  Team Heizomat
- 2013 –  Team Stölting
- 2014 –  Team Stölting
- 2015 –  Cult Energy Pro Cycling
- 2016 –  Stölting Service Group
- 2017 –  Team Sauerland NRW p/b Henley & Partners (v.a. 17 februari t.m. 31 mei)
- 2017 –  Team Hrinkow Advarics Cycleang (v.a. 1 juni)

Carbel · Downing · Gerdemann · Guldhammer · Hník · Kirsch · Larsson · Lemarchand · Mager · Mortensen · Pedersen · Quaade · Reihs · Vinther · Wegmann · Zangerlé